# Hieracium montserratii
Hieracium montserratii es una especie de planta con flor del género Hieracium, de la familia Asteraceae, orden Asterales.

## Distribución
Hieracium montserratii se distribuye por .

## Taxonomía
Fue descrita científicamente por G. Mateo Sanz.